# Christoph Graf
Christoph Graf (5 de setembro de 1961) é o 35.º e atual Comandante da Pontifícia Guarda Suíça, nomeado pelo Papa Francisco em 7 de fevereiro de 2015, substituindo o Coronel Daniel Anrig.
Graf nasceu em Pfaffnau, no cantão de Lucerna, na Suíça. Ingressou na Guarda Suíça em 1987. Em agosto de 1999 foi promovido a sargento e, posteriormente, em 2000, a sargento-mor, cargo em que permaneceu até abril de 2009, quando foi promovido a segundo capitão. Em outubro de 2010, foi promovido a tenente-coronel e vice-comandante da guarda, onde atuou como chefe do Estado-Maior e primeiro conselheiro do comandante.

No final de 2014, foi anunciado que Anrig deixaria o cargo de comandante após sete anos de serviço. Em 7 de fevereiro de 2015, o Papa Francisco nomeou Graf como o novo comandante da Pontifícia Guarda Suíça.